# Panorpa lacedaemonia
Panorpa lacedaemonia är en näbbsländeart som beskrevs av Lauterbach 1972. Panorpa lacedaemonia ingår i släktet Panorpa och familjen skorpionsländor. Inga underarter finns listade i Catalogue of Life.